# Fumarate de potassium
Le fumarate de potassium, également appelé fumarate dipotassique, est un composé organique de formule K2C4H2O4. C'est le sel de potassium de l'acide fumarique.
Il est utilisé comme régulateur d'acidité sous le numéro E366 dans les aliments transformés.